# Yvonne Thomas
Yvonne Thomas (Niza, 1913 - Aspen, Colorado, 7 de agosto de 2009) fue una artista abstracta estadounidense.

## Educación
Se matriculó en la Art Students League en 1938, donde estudió con Vaclav Vytlacil y Dmitri Romanovsky. Asistió a la Escuela de Bellas Artes de Ozenfant y estudió con el cubista francés Amandé Ozenfant. En 1948, Thomas asistió a la Subject of the Artists School. Allí se relacionó con William Baziotes, David Hare, Willem de Kooning, Arshile Gorky, Adolph Gottlieb, Hans Hofmann, Lee Krasner, Robert Motherwell, Barnett Newman, Jackson Pollock, Richard Pousette-Dart, Mark Rothko y Clyfford Still.
En 1950, Thomas estudió con Hofmann en su escuela en Provincetown, Massachusetts. Era miembro del exclusivo Artist's Club, que cuando comenzó en 1949 era solo para artistas masculinos.

## Exposiciones
En 1951, Thomas participó en la Exposición de Pinturas y Esculturas de Ninth Street. Thomas fue una de los pocos artistas que incluidos en las cinco muestras de Ninth Street.
La primera exposición individual de Thomas tuvo lugar en 1954 en Hendler Gallery, Filadelfia. Sam Feinstein explicó que Thomas parecía "no preocuparse en absoluto por la oposición de horizontales y verticales", sino que creaba obras que consistían en "pinceladas suaves y curvilíneas armonizadas en un lirismo pictórico".
En 1955, Thomas fue una de los once artistas representados en una muestra en el Museo Riverside de Nueva York. Expuso junto a Franz Kline, Milton Avery, Kenzo Okada y Leon Polk Smith. En la revisión de la exposición de Howard Devree, reconoció las "armonías de color personales" de Thomas.
En 1956, Thomas hizo su primera exposición individual en la Galería Tanager. Art News señalaba que las obras exhibidas demostraron "formas seleccionadas deliberadamente".
En 1960, Thomas hizo su segunda exposición en Nueva York, que se llevó a cabo en la Galería Esther Stuttman de Nueva York y otra exposición individual en 1961, celebrada en Galerie Agnes Lefort en Montreal. De 1962 a 1964, Thomas celebró varias exposciciones ella sola en Nueva York; Aspen, Colorado; y East Hampton, Nueva York. Cuando su trabajo se presentó en la Galería Rose Fried en mayo de 1965, había desarrollado el enfoque más geométrico y estructural del arte en la exposición actual.
Thomas continuó pintando y exhibiendo activamente su arte hasta el final de su vida.
En 2016, fue una de las artistas incluidas en el catálogo de la exposición Women of Abstract Expressionism, una exposición itinerante organizada por el Denver Art Museum. El catálogo adjunto, que consta de ensayos de varios estudiosos, celebraba "las contribuciones especiales de las mujeres al expresionismo abstracto", brindando un "correctivo esencial" a lo que había sido la "relación desigual de las contribuciones de las mujeres" al movimiento.
Su trabajo se encuentra en la Corcoran Gallery of Art, Fonds national d'Art Contemporain, National Gallery of Art, Washington D. C., y el Riverside Museum, Nueva York. Sus artículos se encuentran en los Archivos de Arte Americano.

## Biografía
Se casó con Leonard Thomas Jr., cuya madre era la poeta Blanche Oelrichs/Michael Strange y su media hermana Diana Barrymore; tuvieron dos hijas.

## Colecciones seleccionadas
Atlantic Richfield, Los Ángeles
Universidad de Brandeis, Waltham, Massachusetts
Colección Ciba-Geigy, Greensboro, Carolina del Norte
First Pennsylvania Bank, Filadelfia, Pensilvania
Fundación Nacional de Arte Contemporáneo, París, Francia
Centro Loeb, Universidad de Nueva York, Nueva York
Compañía Metropolitana de Seguros, Nueva York
Museo de Arte Clásico de Mougins, Mougins, Francia
Universidad de Nueva York, Nueva York
Galería Nacional de Arte, Washington D. C.
Museo Riverside, Nueva York
Museo de Arte de Seattle, Washington